# Mesomachilis canadensis
Mesomachilis canadensis är en insektsart som beskrevs av Sturm 1991. Mesomachilis canadensis ingår i släktet Mesomachilis och familjen klippborstsvansar. Inga underarter finns listade i Catalogue of Life.